# Second Division (Zypern)
Die Second Division ist die zweithöchste Spielklasse im zyprischen Fußball.

## Geschichte und Hintergrund
Die Second Division wurde 1953 offiziell als Unterbau zur First Division eingeführt. Bereits vorher gab es einen Ligawettbewerb, aus dem seinerzeit in die Second Division überführt wurde. Dieser wurde parallel zur First Division 1934 eingeführt, es gab jedoch keine Aufstiegsregelung und teilweise waren hier Reservemannschaften vertreten. Letztere wurden nicht in die neu gegründete Second Division übernommen.
Der Modus und der Umfang der Mannschaften wechselten im Laufe der Zeit. Zunächst wurde die Second Division in regionale Gruppen unterteilt ausgespielt und in einer anschließenden Aufstiegsrunde der Aufsteiger in die First Division ermittelt. 1968 wurden die Liga auf eine inselweite Staffel reduziert, Enosis Neon Paralimni war im Sommer 1969 der erste entsprechende Zweitligameister und avancierte ab Mitte der 1970er kurzzeitig auch zu einer Erfolgsmannschaft in der First Division. Die türkische Invasion Zyperns 1974 wirkte sich auf den Spielbetrieb aus, die Cyprus Football Association ließ 1974/75 in zwei regionalen Staffeln eine mit den bisher in der Third Division antretenden Mannschaften übergreifende Saison austragen.
Zur Spielzeit 2018/19 wurde die Anzahl der teilnehmenden Mannschaften von 14 auf 16 erhöht. Zur Folgesaison wurden wieder zwei Staffeln eingeführt, wobei die jeweils vier bestplatzierten Teams in einer zweiten Saisonphase um den Erstligaaufstieg, die schlechtplatzierten Teams gegen den Drittligaabstieg spielten. Aufgrund der COVID-19-Pandemie wurde die Saison jedoch vorzeitig abgebrochen. Zur Spielzeit 2020/21 waren 18 Mannschaften vertreten, dabei wurde wieder in einer Staffel gespielt. Am Saisonende stiegen sechs Mannschaften ab, um die Anzahl der Mannschaften wieder auf 16 zu reduzieren. In der Spielzeit 2022/23 kam es erneut zu einem Moduswechsel. Nach einer Serie, in der jede Mannschaft einmal gegen die Konkurrenten gespielt hatte, wurde die Liga in je eine Aufstiegs- und Abstiegsrunde unterteilt. Dort trafen die acht Mannschaften jeweils in Heim- und Auswärtsspiel aufeinander. Othellos Athienou, AEZ Zakakiou und Ethnikos Achnas setzten sich dabei als Aufsteiger durch.
APOP Paphos	(1966, 1971, 1973, 1975, 1977 und 1996) sowie Evagoras Paphos (1968, 1972, 1981, 1989, 1990 und 1994) sind mit je sechs Zweitligameisterschaften diesbezüglich die erfolgreichsten Klubs vor Aris Limassol (1954, 1956, 1993, 2011 und 2013) mit fünf ersten Plätzen.